# Les Fontenelles

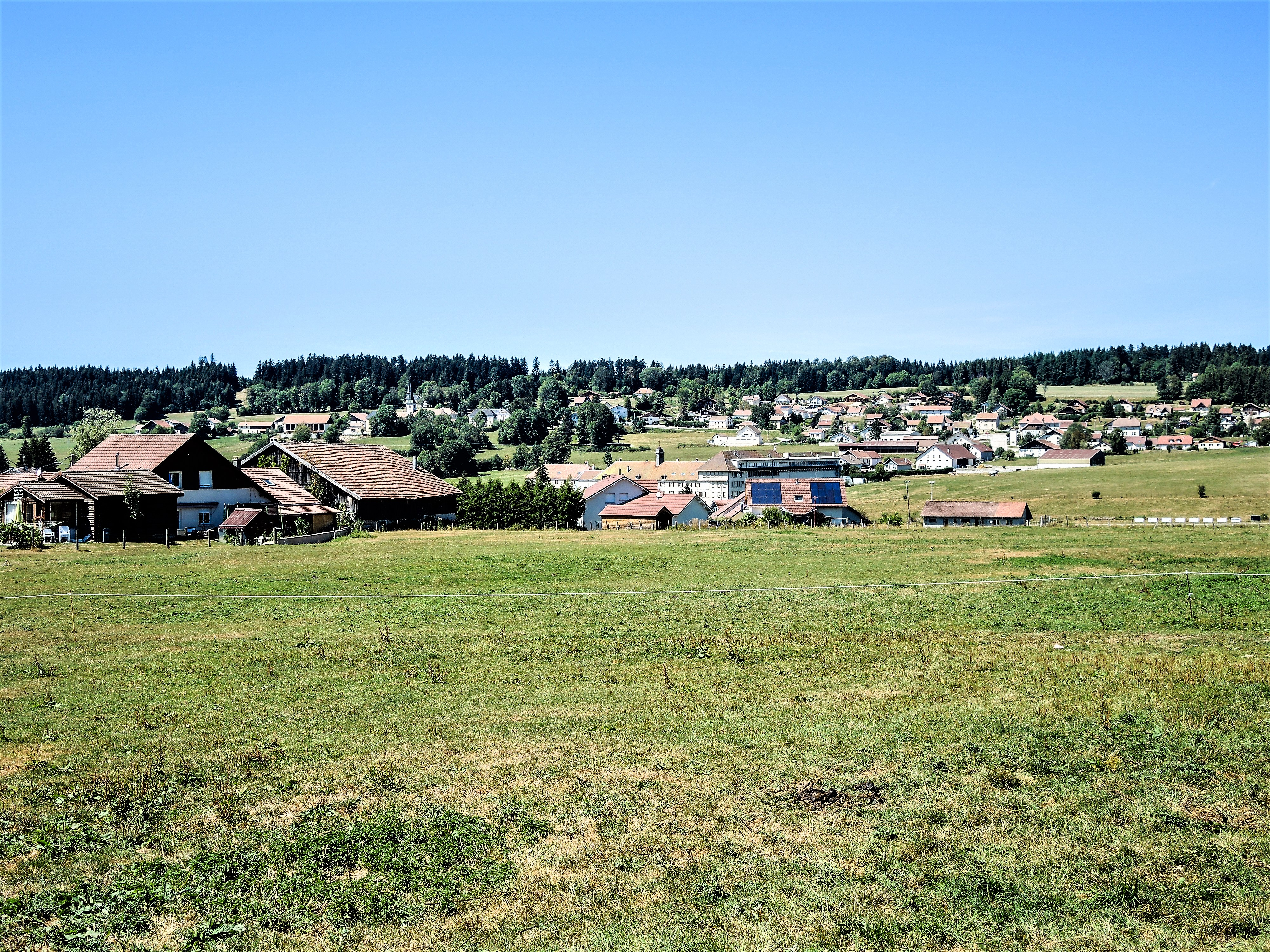
Les Fontenelles, vues du quartier des Fresses.

Les Fontenelles est une commune française située dans le département du Doubs, la région culturelle et historique de Franche-Comté et la région administrative Bourgogne-Franche-Comté.
Les habitants des Fontenelles sont appelés les Fontenellois.
Le village est le siège du Parc naturel régional du Doubs Horloger.

## Géographie

### Localisation
Village du Doubs (département), dans la région du Bourgogne-Franche-Comté, Les Fontenelles fait partie du canton du Russey. Situé à une moyenne de 901 mètres d'altitude et voisin des communes de Bonnétage et de Frambouhans, 558 habitants résident sur la commune des Fontenelles sur une superficie de 8,38 km2 (soit 67 hab/km²). La plus grande ville à proximité de ce village est la ville de Pontarlier située au sud-ouest de la commune à 50 km..

### Climat
Pour des articles plus généraux, voir Climat de la Bourgogne-Franche-Comté et Climat du Doubs.
En 2010, le climat de la commune est de type climat de montagne, selon une étude du Centre national de la recherche scientifique s'appuyant sur une série de données couvrant la période 1971-2000. En 2020, Météo-France publie une typologie des climats de la France métropolitaine dans laquelle la commune est exposée à un climat de montagne ou de marges de montagne et est dans la région climatique  Jura, caractérisée par une forte pluviométrie en toutes saisons (1 000 à 1 500 mm/an), des hivers rigoureux et un ensoleillement médiocre. 
Pour la période 1971-2000, la température annuelle moyenne est de 7,2 °C, avec une amplitude thermique annuelle de 16,6 °C. Le cumul annuel moyen de précipitations est de 1 468 mm, avec 12,9 jours de précipitations en janvier et 11,4 jours en juillet. Pour la période 1991-2020, la température moyenne annuelle observée sur la station météorologique de Météo-France la plus proche, « Le Russey », sur la commune du Russey à 4 km à vol d'oiseau, est de 7,9 °C et le cumul annuel moyen de précipitations est de 1 667,0 mm. 
La température maximale relevée sur cette station est de 36 °C, atteinte le 25 juillet 2019 ; la température minimale est de −32 °C, atteinte le 9 janvier 1985,,. 
Les paramètres climatiques de la commune ont été estimés pour le milieu du siècle (2041-2070) selon différents scénarios d'émission de gaz à effet de serre à partir des nouvelles projections climatiques de référence DRIAS-2020. Ils sont consultables sur un site dédié publié par Météo-France en novembre 2022.

### Toponymie
Fontenelles en 1344.

## Urbanisme

### Typologie
Au 1er janvier 2024, Les Fontenelles est catégorisée commune rurale à habitat dispersé, selon la nouvelle grille communale de densité à 7 niveaux définie par l'Insee en 2022.
Elle est située hors unité urbaine et hors attraction des villes,.

### Occupation des sols
L'occupation des sols de la commune, telle qu'elle ressort de la base de données européenne d’occupation biophysique des sols Corine Land Cover (CLC), est marquée par l'importance des territoires agricoles (60,1 % en 2018), en diminution par rapport à 1990 (61,3 %). La répartition détaillée en 2018 est la suivante : 
prairies (58 %), forêts (35,1 %), zones urbanisées (4,8 %), zones agricoles hétérogènes (2,1 %). L'évolution de l’occupation des sols de la commune et de ses infrastructures peut être observée sur les différentes représentations cartographiques du territoire : la carte de Cassini (XVIIIe siècle), la carte d'état-major (1820-1866) et les cartes ou photos aériennes de l'IGN pour la période actuelle (1950 à aujourd'hui).

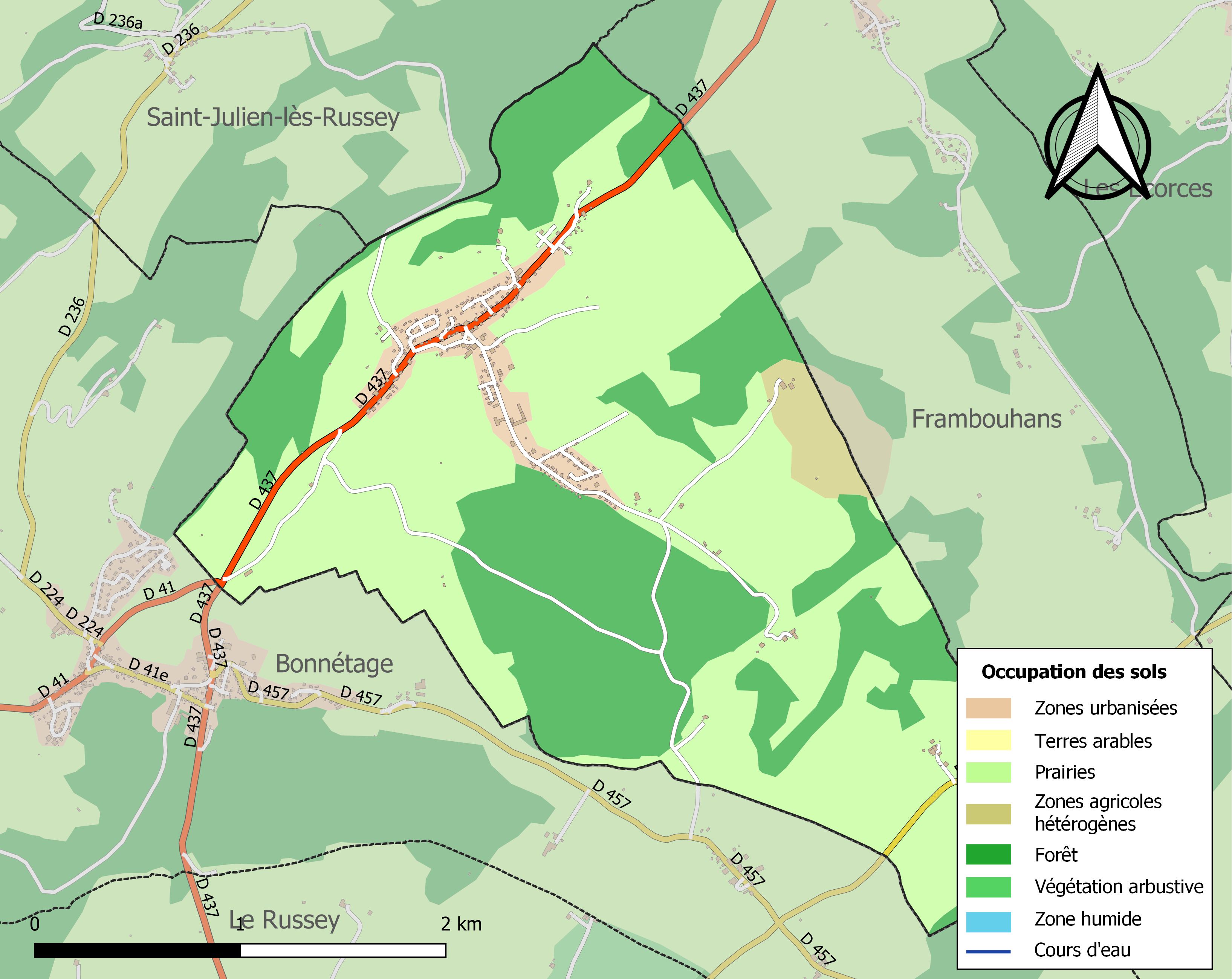
Carte des infrastructures et de l'occupation des sols de la commune en 2018 (CLC).

## Politique et administration
| Période                                  | Période       | Identité                            | Étiquette | Qualité         |
| ---------------------------------------- | ------------- | ----------------------------------- | --------- | --------------- |
| septembre 1913                           | décembre 1914 | Aster Xavier Verdot                 |           |                 |
| janvier 1915                             | décembre 1919 | Jules Antoine Sylvestre Millot      |           |                 |
| décembre 1919                            | août 1922     | Aimé François Roy                   |           |                 |
| août 1922                                | juillet 1927  | Auguste Paul Albert Romain          |           |                 |
| juillet 1927                             | mai 1929      | Louis François Xavier Renaud        |           |                 |
| mai 1929                                 | août 1929     | Paul Célestin Cheval                |           |                 |
| août 1929                                | novembre 1973 | Rémy Marcelin Jean Baptiste Glasson |           |                 |
| décembre 1973                            | juin 1995     | Pierre Etienne Gustave Pretre       | DVG       |                 |
| juin 1995                                | mars 2008     | Rémy Charles Marie Glasson          |           |                 |
| mars 2008                                | 2020          | Pascal Barthod                      | DVD       | Cadre supérieur |
| 2020                                     | En cours      | Éric Clémence                       |           | Agriculteur     |
| Les données manquantes sont à compléter. |               |                                     |           |                 |

## Démographie
L'évolution du nombre d'habitants est connue à travers les recensements de la population effectués dans la commune depuis 1793. Pour les communes de moins de 10 000 habitants, une enquête de recensement portant sur toute la population est réalisée tous les cinq ans, les populations de référence des années intermédiaires étant quant à elles estimées par interpolation ou extrapolation. Pour la commune, le premier recensement exhaustif entrant dans le cadre du nouveau dispositif a été réalisé en 2005.

En 2022, la commune comptait 538 habitants, en évolution de −5,11 % par rapport à 2016 (Doubs : +1,88 %, France hors Mayotte : +2,11 %).
| 1793 | 1800 | 1806 | 1821 | 1831 | 1836 | 1841 | 1846 | 1851 |
| ---- | ---- | ---- | ---- | ---- | ---- | ---- | ---- | ---- |
| 255  | 182  | 254  | 226  | 302  | 269  | 319  | 421  | 437  |

| 1856 | 1861 | 1866 | 1872 | 1876 | 1881 | 1886 | 1891 | 1896 |
| ---- | ---- | ---- | ---- | ---- | ---- | ---- | ---- | ---- |
| 472  | 451  | 424  | 446  | 509  | 522  | 511  | 482  | 482  |

| 1901 | 1906 | 1911 | 1921 | 1926 | 1931 | 1936 | 1946 | 1954 |
| ---- | ---- | ---- | ---- | ---- | ---- | ---- | ---- | ---- |
| 509  | 443  | 466  | 438  | 450  | 449  | 464  | 543  | 477  |

| 1962 | 1968 | 1975 | 1982 | 1990 | 1999 | 2005 | 2006 | 2010 |
| ---- | ---- | ---- | ---- | ---- | ---- | ---- | ---- | ---- |
| 426  | 403  | 381  | 383  | 417  | 438  | 502  | 499  | 534  |

| 2015 | 2020 | 2022 | - | - | - | - | - | - |
| ---- | ---- | ---- | - | - | - | - | - | - |
| 566  | 527  | 538  | - | - | - | - | - | - |

## Lieux et monuments

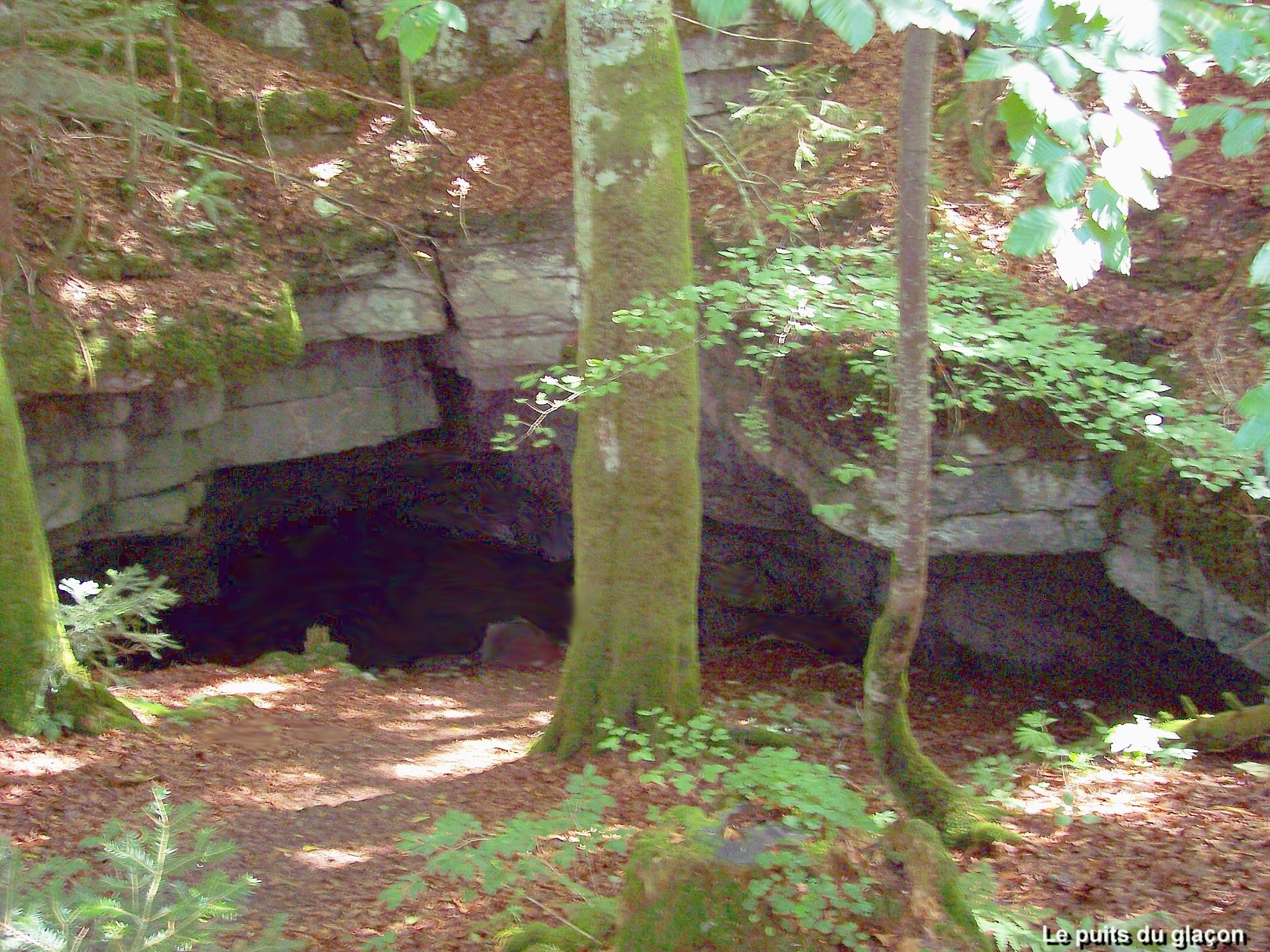
Vue extérieur du puits du glaçon aux Fontenelles.

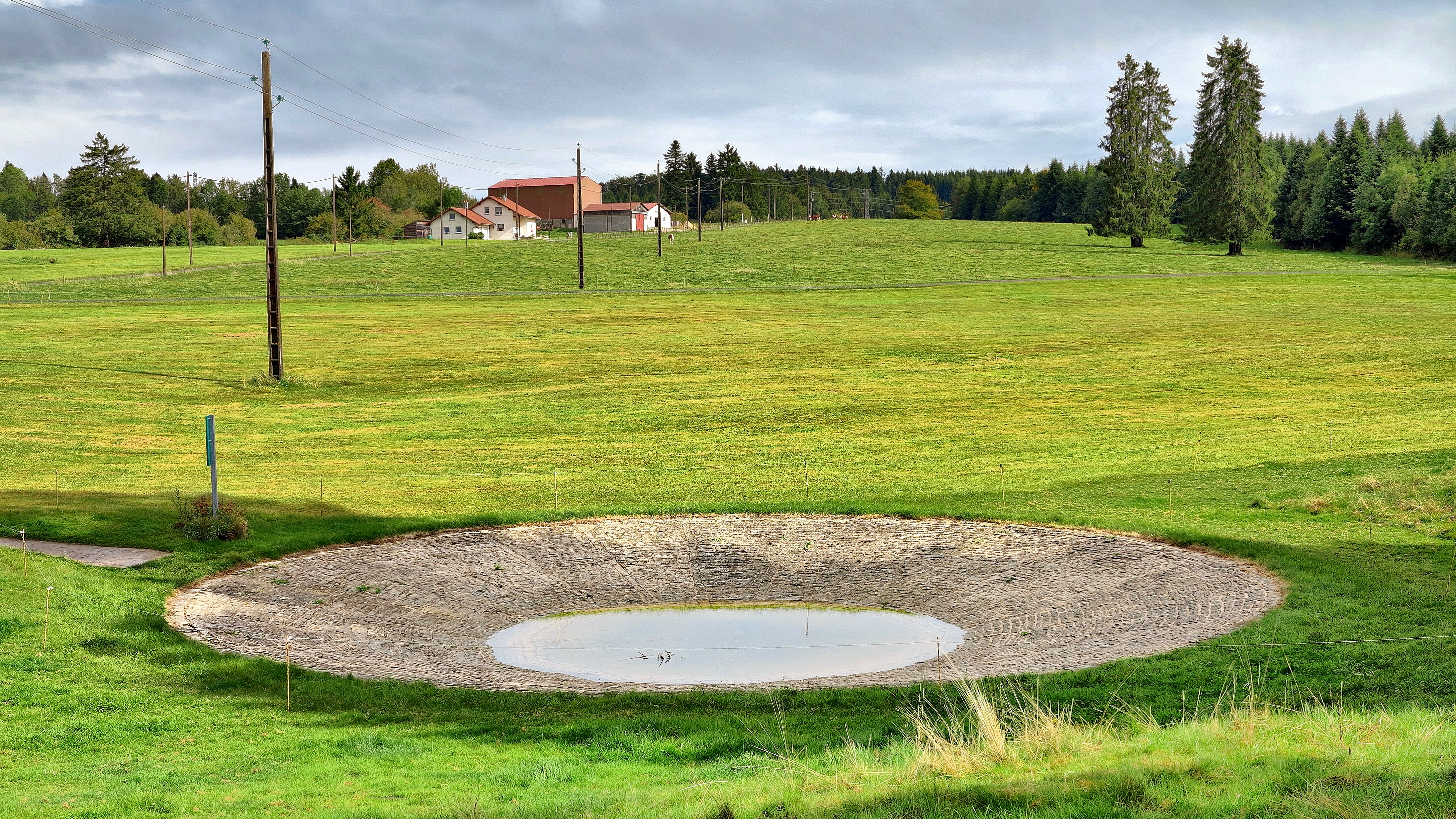
L'abreuvoir-lavogne.

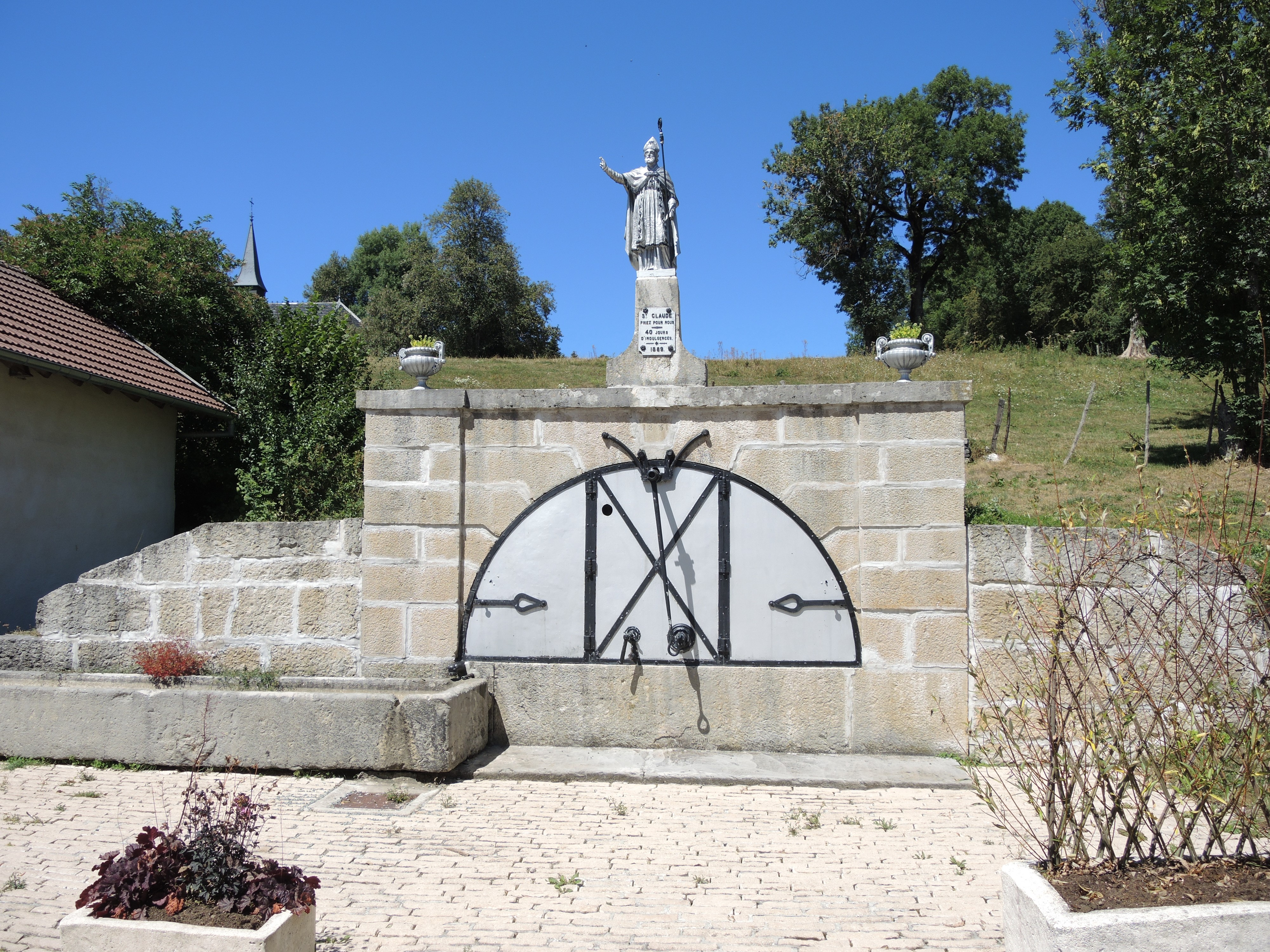
Ancienne fontaine-réservoir Saint-Claude

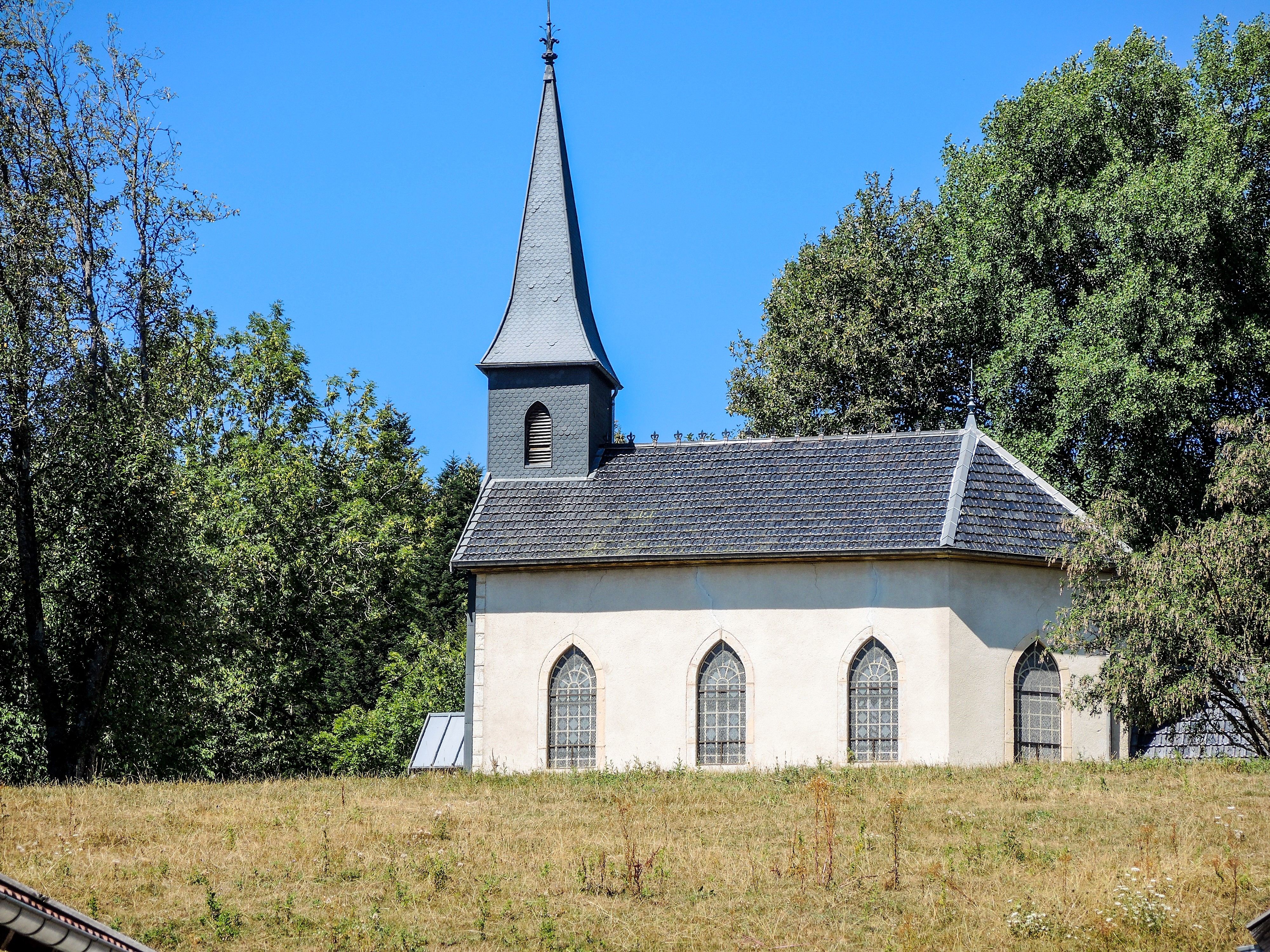
Chapelle Sainte-Anne

Dans le village Les Fontenelles, vous pourrez découvrir :
- Le Puy du Glaçon, grotte en pleine forêt.

Vers le stade de foot, situé dans la forêt qui porte son nom, c’est un gouffre aussi appelé grotte. Il est nommé ainsi en raison d’un énorme glaçon qui se formait pratiquement toute l’année sur la voûte à l’entrée du gouffre. Actuellement, on ne peut admirer cette stalactite que l’hiver car l’entretien des parcelles de bois alentour a participé au réchauffement de ce lieu. Suivant les années, il peut mesurer quelques centimètres ou, plus rarement, toucher le sol. La glace était encore utilisée au début du siècle précédent (1925) pour soigner certains malades des Fontenelles et des villages environnants qui souffraient par exemple de coliques. Elle était appliquée sur le ventre.
Cette grotte dont l’entrée est couverte d’éboulis, n’est guère habitable mais elle a servi à plusieurs reprises de refuge à la population pendant les guerres et les invasions (Suédois, Suisses, etc.) et pendant la Révolution où les prêtres immigrés venaient en cachette rencontrer leurs fidèles et y dire la messe. Au siècle dernier, on pouvait encore deviner certains vestiges des travaux effectués par les habitants pour masquer l’entrée et ainsi échapper aux soldats partis à leur recherche. Elle sert aussi de refuge à quelques blaireaux et renards qui y ont élu domicile.
Elle se compose d’une salle principale de 15 à 25 mètres de long et de 3 à 4 mètres de haut. Au fond à gauche, on peut accéder à une petite salle (photos ci-dessous) et à droite à un boyau que l’on peut parcourir en rampant, aujourd’hui obstrué. Une légende raconte qu’il existe un souterrain au départ de la grotte et qui communiquerait avec la cave d’une maison de Frambouhans qui porte l’inscription « Dieu Seul » sur son toit. Imagination ou réalité ?
Pour visiter cette grotte, vous pouvez vous stationner vers l’abreuvoir pavé et vous rendre à pied en suivant le balisage de randonnée jaune et bleu.
- Lavogne, abreuvoir circulaire pavé unique dans la région de Franche-Comté.
- Chapelle construite en 1890 dédiée à sainte Anne sur les hauteurs de la commune (sa sacristie est une partie de l’ancienne chapelle de 1480).
- Église Sainte-Anne de 1783 où l’on peut trouver un mobilier classé : retables des autels latéraux en bois sculpté datant du XVIIe siècle, les mystères de la Vierge (toile du XVIIe), la chaire en bois sculpté du XVIIe siècle.
- Maison-mère de la Congrégation des Sœurs de la Retraite Chrétienne fondée en 1788 par le Père Receveur.
- Quatre fontaines du XIXe siècle.
- Réservoir Père Receveur

Construit en 1884, je me trouve rue des Fresses. Je mesure 22 mètres de long, 5 mètres de large et 3,50 mètres de profondeur. J’ai donc une capacité de 385 mètres cubes, ce qui fait 385 000 litres. Étant enterré, on devine juste la voûte de mon plafond dans le champ. Je suis alimenté par le trop-plein du réservoir Saint-Joseph situé sur la route principale. Une canalisation court sous la route et sous certaines maisons de la rue du Couvent. Ma partie supérieure renferme le système de pompage entraîné par la roue comme sur le plan ci-contre. Un robinet, aujourd'hui disparu, dirigeait l’eau soit vers l’auge soit vers le tuyau au-dessus de la roue.
La statue du Père RECEVEUR m’orne.
- Réservoir Saint Joseph

Ce réservoir fut construit en 1835 pour remplacer un point d’eau en forme de marre entouré de morceaux de bois qui n’empêchaient pas le mélange de l’eau propre avec les eaux d’égouts et d’épurement. Il se remplit par le tuyau 1 situé sur le mur arrière. Il est alimenté par les nombreuses sources qui s’écoulent tout au long du coteau.
Sa capacité est de 90 m3. Ses dimensions sont de 9 m de long, 4 m de large et 2,50 m de profondeur. La pompe 2 est entraînée à l’aide de la roue 3 se trouvant au centre du réservoir, pompe qui fonctionne encore. Vu les fixations restantes et quelques orifices, le réservoir était équipé d’une pompe plus grande avec un balancier, comme les réservoirs Saint Claude et Sainte Anne, avec un levier au niveau du robinet 4 qui permettait de diriger l’eau, soit vers ce robinet qui servait aux gens pour leur propre consommation, soit vers une auge (disparue mais visible sur une photo) situé sous le tuyau 5 à droite des portes pour abreuver le bétail, soit vers une autre sortie se trouvant en haut du panneau de porte central pour remplir, par exemple, des citernes.
Une sorte de petit évier 6  situé à droite juste derrière la porte recevait l’eau avant de la diriger dans le tuyau 5. Un tube 7 courbé en haut permet au trop plein d’eau de se diriger vers le réservoir du Père Receveur, situé à 700 m (après le couvent), par un tuyau qui court sous la route et certaines maisons. Ce tube fut certainement installé en 1884 (date de construction du réservoir du Père Receveur) avec peut-être l’installation de la roue 3 qui ressemble à celle de ce dernier.
Le réservoir fut surmonté d’une statue de saint Joseph, certainement à l’occasion d’un jubilé en 1875.
- Réservoir Saint Claude

Ce réservoir fut construit en 1831, vers l’ancienne école publique, pour remplacer, sans doute, un point d’eau en forme de marre entouré de morceaux de bois qui n’empêchaient pas le mélange de l’eau propre avec les eaux d’égouts et d’épurements. Sa capacité est d’environ 70 mètres cubes. Ses dimensions sont de 9 mètres de long, 3 mètres de large et 2,50 mètres de profondeur. Il se remplit par 2 orifices situés sur le mur arrière. Il est alimenté par les nombreuses sources qui s’écoulent tout au long du coteau. La pompe est entraînée à l’aide du grand balancier se trouvant au centre du réservoir, pompe qui ne fonctionne plus. Un levier situé au milieu des portes actionnait un robinet qui permettait de diriger l’eau, soit vers un tuyau, en forme de tête d’animal, qui servait aux gens pour leur propre consommation, soit vers l’auge, par une autre tête, qui est encore en eau où le bétail venait s’abreuver avant d’aller aux champs, soit vers une autre sortie se trouvant en haut du panneau de porte centrale pour remplir, par exemple, des citernes (il reste sur la pompe une sortie mais le tuyau n’existe plus). Il reste quelques tuyaux de petit diamètre qui partent de chaque côté du réservoir vers l’extérieur qui devaient alimenter en eau les maisons alentour. Ce réservoir possède encore une grande surface pavée, comme les anciennes écuries, qui a été usée par le temps.
Le réservoir fut surmonté d’une statue de saint Claude en 1889.
- Point de vue « La roche des Peux ».

Excursions à proximité :
- Le cirque de Consolation et la vallée du Dessoubre ;
- Le défilé d'Entre-Roches ;
- Goumois et la vallée du Doubs ;
- Les bassins et le saut du Doubs ;
- Les Echelles de la Mort.

## Personnalités liées à la commune
- Antoine-Sylvestre Receveur : prêtre

Le Père Receveur
Antoine-Sylvestre Receveur, né en 1750 à Bonnétage, était un prêtre français, fondateur de la communauté religieuse des Sœurs de la Retraite Chrétienne.
Nommé curé aux Fontenelles en 1776, Antoine-Sylvestre Receveur y fait construire l'église du village. Il organise aussi deux écoles.
En 1785, il installe, au lieu-dit « Le Cournot », une maison de travail et de prière. Le Père Receveur finit par bâtir une maison pour accueillir des personnes qui aimeraient consacrer, de temps en temps, quelques jours de réflexion sur leur vie chrétienne, c'est-à-dire « faire retraite ». La Retraite Chrétienne est née.
La tourmente révolutionnaire va tout de même rattraper la nouvelle communauté. En 1792, les Gardes Nationaux expulsent les Frères et les Sœurs qui s'enfuient en Suisse, en Allemagne ou en Italie.
Après les événements, en 1802, le Père Receveur rejoint Les Fontenelles.
Mais, le bâtiment a été démoli et il part alors à Autun avec quelques Frères et Sœurs.
Appelé « Le Saint missionnaire », il mourra en 1804, à Cercy-la-Tour (Nièvre). Le 10 mai 1883, il fut déclaré Vénérable par le Pape Léon XIII. Son corps sera ramené en 1948 aux Fontenelles.